# Toyota-Stadion
Das Toyota-Stadion (jap. 豊田スタジアム,  Toyota Sutajiamu) ist ein Fußballstadion in der japanischen Stadt Toyota in der Präfektur Aichi. Es ist nach dem gleichnamigen Autobauer, der in der Stadt seinen Hauptsitz hat, benannt. Die Anlage bietet 40.000 Zuschauern Sitzplätze. Darunter stehen 225 rollstuhlgerechte Plätze zur Verfügung. Es besitzt ein schließbares Dach, dass aber aus Kostengründen seit 2015 nicht mehr genutzt wird und dauerhaft geöffnet bleibt. Der Fußballclub Nagoya Grampus aus der J-League trägt im Toyota-Stadion, das etwa 30 Kilometer vom Stadtzentrum Nagoyas entfernt liegt, seine Heimspiele aus.

## Geschichte
Die Spielstätte wurde vom japanischen Architekten Kishō Kurokawa geplant und im Jahr 2001 anlässlich des 50-jährigen Jubiläums der Stadt Toyota eröffnet. Zunächst war es als Austragungsort für die Fußball-Weltmeisterschaft 2002 vorgesehen, allerdings wurde es bei der endgültigen Auswahl der Stadien nicht mehr berücksichtigt. 2005 wurde das Stadion erstmals als Austragungsort für die FIFA-Klub-Weltmeisterschaft genutzt, die seitdem insgesamt fünfmal in Japan ausgetragen wurde. Das Toyota-Stadion ist außerdem die Heimspielstätte des Rugby-Vereins Toyota Verblitz aus der Top League, der höchsten Liga Japans. Es war ein Spielort der Rugby-Union-Weltmeisterschaft 2019.
Im Vorfeld des 20. Jubiläums des Toyota-Stadions am 21. Juli 2021 wurde entschieden, dass das schließbare Dach komplett entfernt wird und durch ein festes Dach über der Nordtribüne ersetzt werden soll. Seit dem 1. April 2015 wurde es nicht mehr bewegt. Die Baukosten des Stadions beliefen sich auf 45,1 Mrd. ¥ (rund 338 Mio. €). Jedes Öffnen oder Schließen der Konstruktion soll Kosten von einer Mio. ¥ (etwa 7500 €) verursachen. Jährlich kommen weitere 60 Mio. ¥ (rund 450.000 €) hinzu, um die Mechanik beweglich zu halten. Als das Dach noch geöffnet und geschlossen wurde, wurde es nur etwa vier Mal pro Jahr genutzt.